# Carrascosa de Haro
Carrascosa de Haro település Spanyolországban, Cuenca tartományban. Carrascosa de Haro Rada de Haro, Villaescusa de Haro, Villar de la Encina és Santa María del Campo Rus községekkel határos. Lakosainak száma 91 fő (2024).

## Népesség
A település népessége az utóbbi években az alábbiak szerint változott:
| Lakosok száma | 151  | 142  | 133  | 130  | 133  | 125  | 117  | 106  | 101  | 91   |
|               | 2001 | 2004 | 2006 | 2009 | 2011 | 2014 | 2016 | 2019 | 2021 | 2024 |